# Шлён
Шлён (нем. Schloen) — община в Германии, в земле Мекленбург-Передняя Померания.
Входит в состав района Мюриц. Подчиняется управлению Зееландшафт Варен.  Население составляет 472 человека (на 31 декабря 2010 года). Занимает площадь 10,35 км².

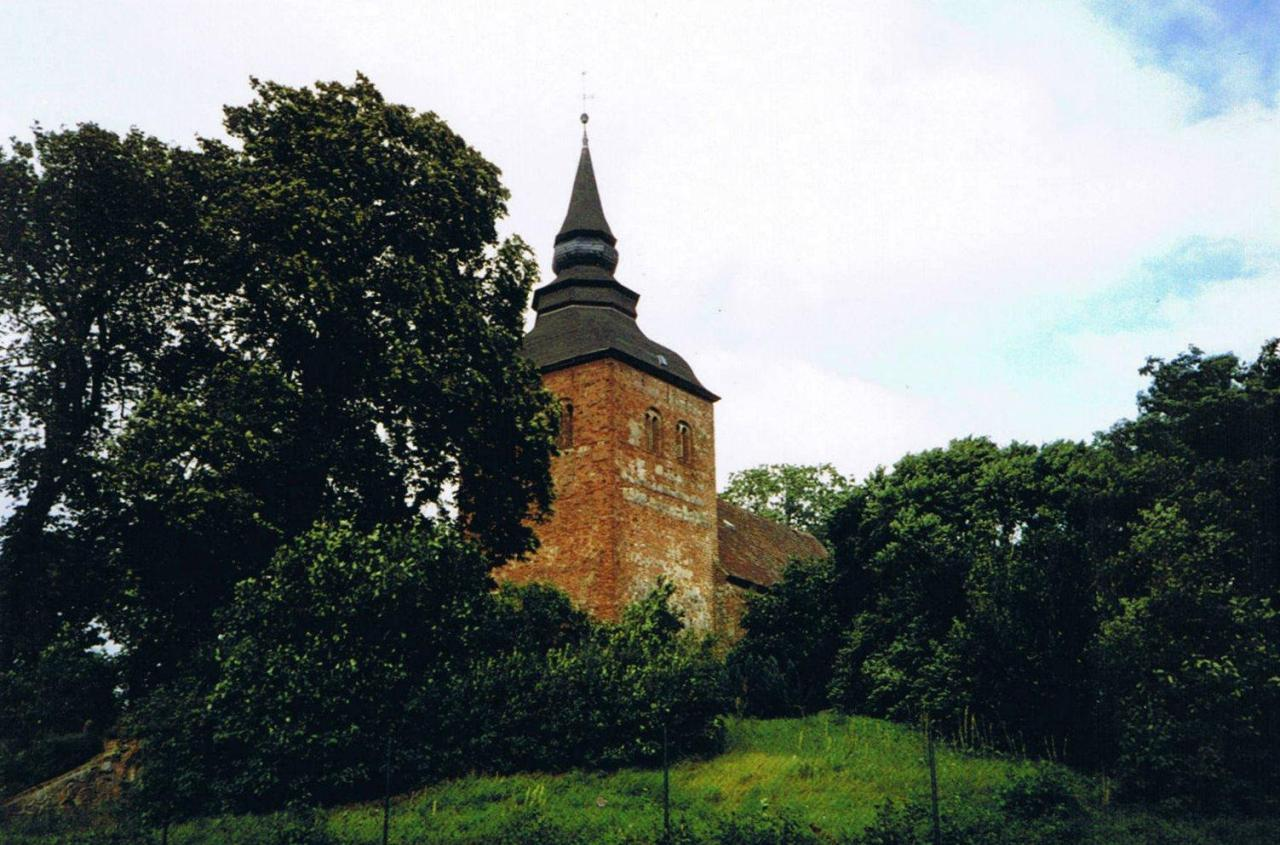
Церковь